# Strada Statale 13 Pontebbana
Die Strada Statale 13 Pontebbana (Abkürzung: SS 13) ist eine italienische Staatsstraße in Norditalien, die von Venedig  über Udine bis nach Tarvis und weiter nach Österreich führt. Sie liegt in den italienischen Regionen Venetien sowie Friaul-Julisch Venetien. Die SS 13 weist eine Gesamtlänge von 228,81 km auf.

## Verwaltung
Zwischen Mestre und der Regionsgrenze zwischen Veneto und Friaul-Julisch Venetien sowie von Ugovizza bis zur Staatsgrenze zu Österreich wird sie von der ANAS verwaltet.
Der Rest wird von der Firma Friuli Venezia Giulia Strade verwaltet.

## Streckenverlauf

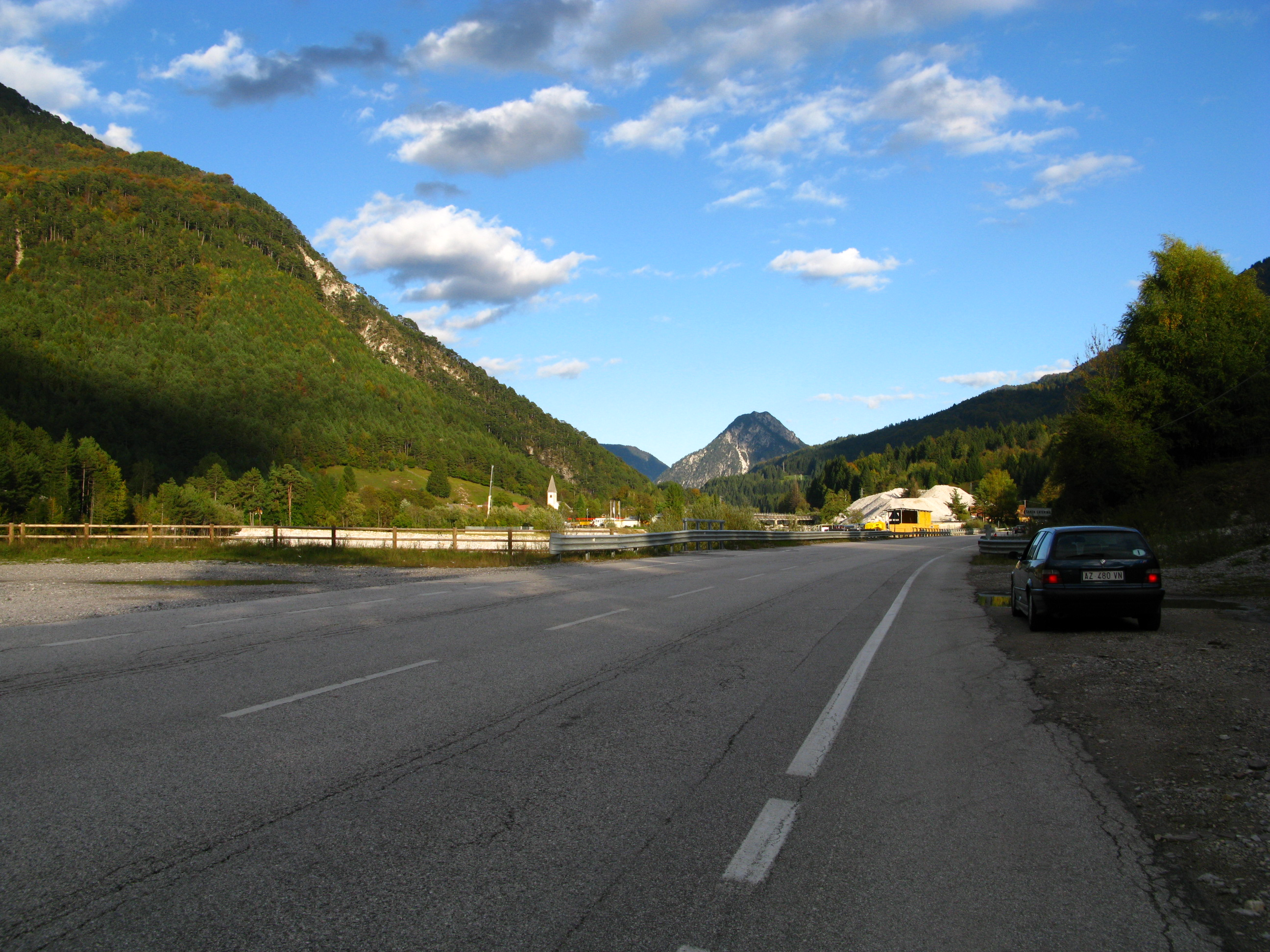
Die SS13 bei Malborghetto Valbruna

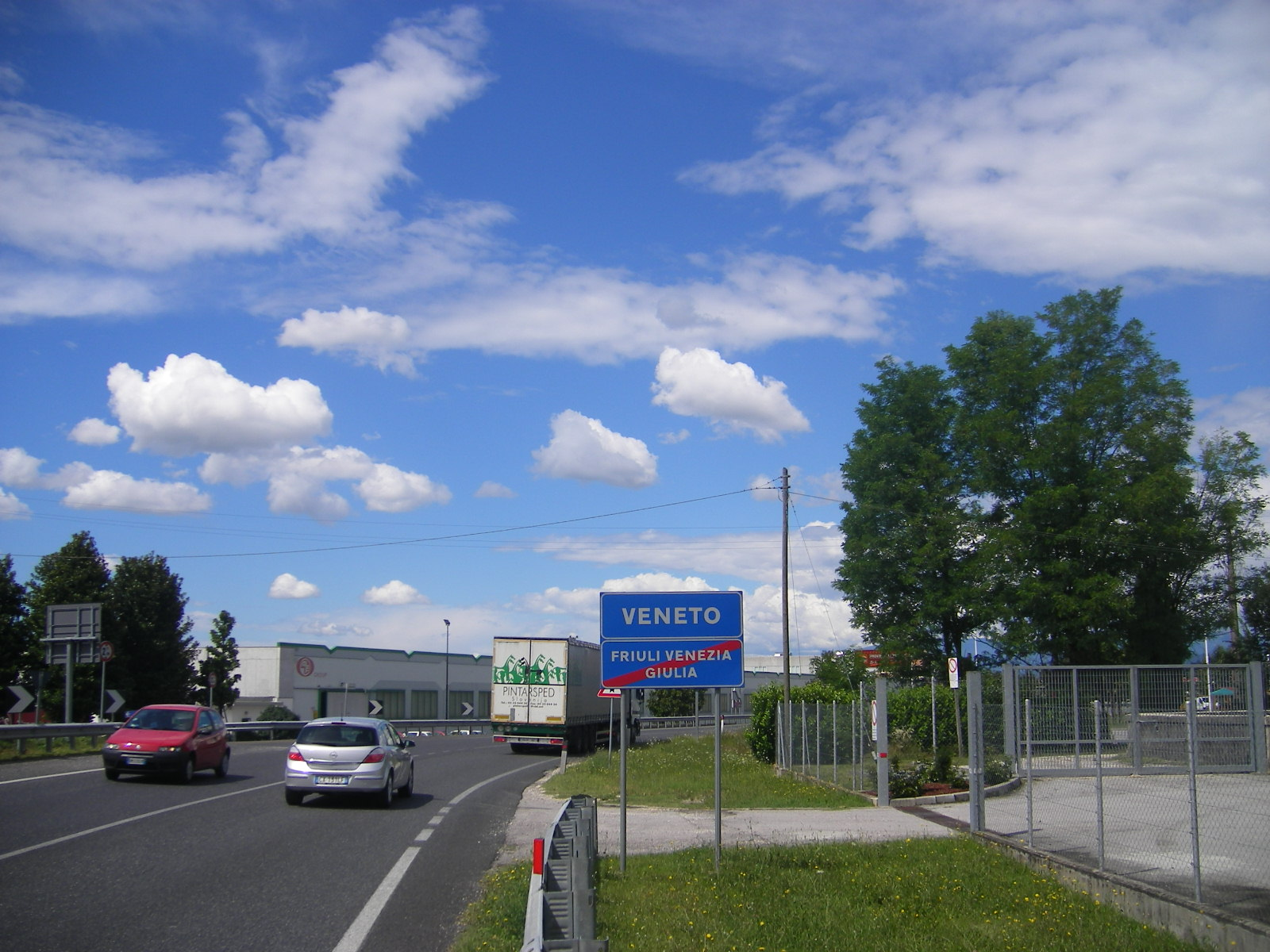
Regionsgrenze zwischen Veneto und Friaul-Julisch Venetien

Die SS 13 beginnt im Vorort Venedigs, in Mestre, und führt zunächst nördlich über Mogliano Veneto in die Provinzhauptstadt Treviso. Südlich der Stadt kreuzt sie sich mit der SS 53. Anschließend führt sie nach Villorba und Nervesa, wo sie den Piave überquert.
In weiterer Folge erreicht sie die Stadt Conegliano, anschließend ändert sie ihren Kurs Richtung Osten und kommt nach Sacile. Dort überquert sie auch die Regionsgrenze zwischen Venetien und Friaul Julisch-Venetien.
Vorbei an den Ortschaften Fontanafredda und Porcia erreicht die SS 13 dann die Provinzhauptstadt Pordenone.
Die SS 13 führt weiter ostwärts vorbei an den Orten Casarsa della Delizia und Codroipo vorbei bis nach Udine, das wirtschaftliche Zentrum Friaul-Julisch Venetiens.
Hier kreuzt sie sich im Stadtzentrum mit der SS 54 sowie der SS 56. Die SS 13 ändert anschließend ihren Lauf nach Norden und quert die Ortschaften Tavagnacco, Reana del Rojale und Tricesimo.
Kurz vor Beginn der Alpen erreicht man Gemona del Friuli, weiter Richtung Norden führt sie vorbei an Venzone bis nach Carnia, in der Nähe von Tolmezzo. Hier zweigt die SS 52 Richtung Mauriapass ab.
Anschließend führt sie durch das enge Tal Canal del Ferro (Eisental) weiter nach Norden, vorbei an den Orten Moggio Udinese und Chiusaforte.
Bei Chiusaforte führt eine Nebenstraße durch das Raccolanatal zum Neveasattel.
Vorbei an Dogna und Pontebba, wo bis 1918 die Grenze zwischen dem italienischen Pontebba und dem österreichischen Pontafel verlief, erreicht man das Kanaltal (Val Canale) mit den Ortschaften Malborghetto-Valbruna, Ugovizza und Camporosso, wo sie den unscheinbaren Saifnitzer Sattel (Sella di Camporosso, 816 m s.l.m.), der jedoch die Wasserscheide zwischen dem Mittelmeer und dem Schwarzen Meer darstellt, überquert.
Danach erreicht die SS 13 Tarvis im östlichen Teil des Kanaltales und führt dann am alten Bahnhof in Tarvis vorbei nach Coccau und erreicht dann ihren Endpunkt beim Grenzübergang nach Österreich Thörl-Maglern. Ab hier wird sie von der B83 fortgesetzt; über sie wird nach wenigen Kilometern Villach und letztlich Klagenfurt erreicht.

## Bilder

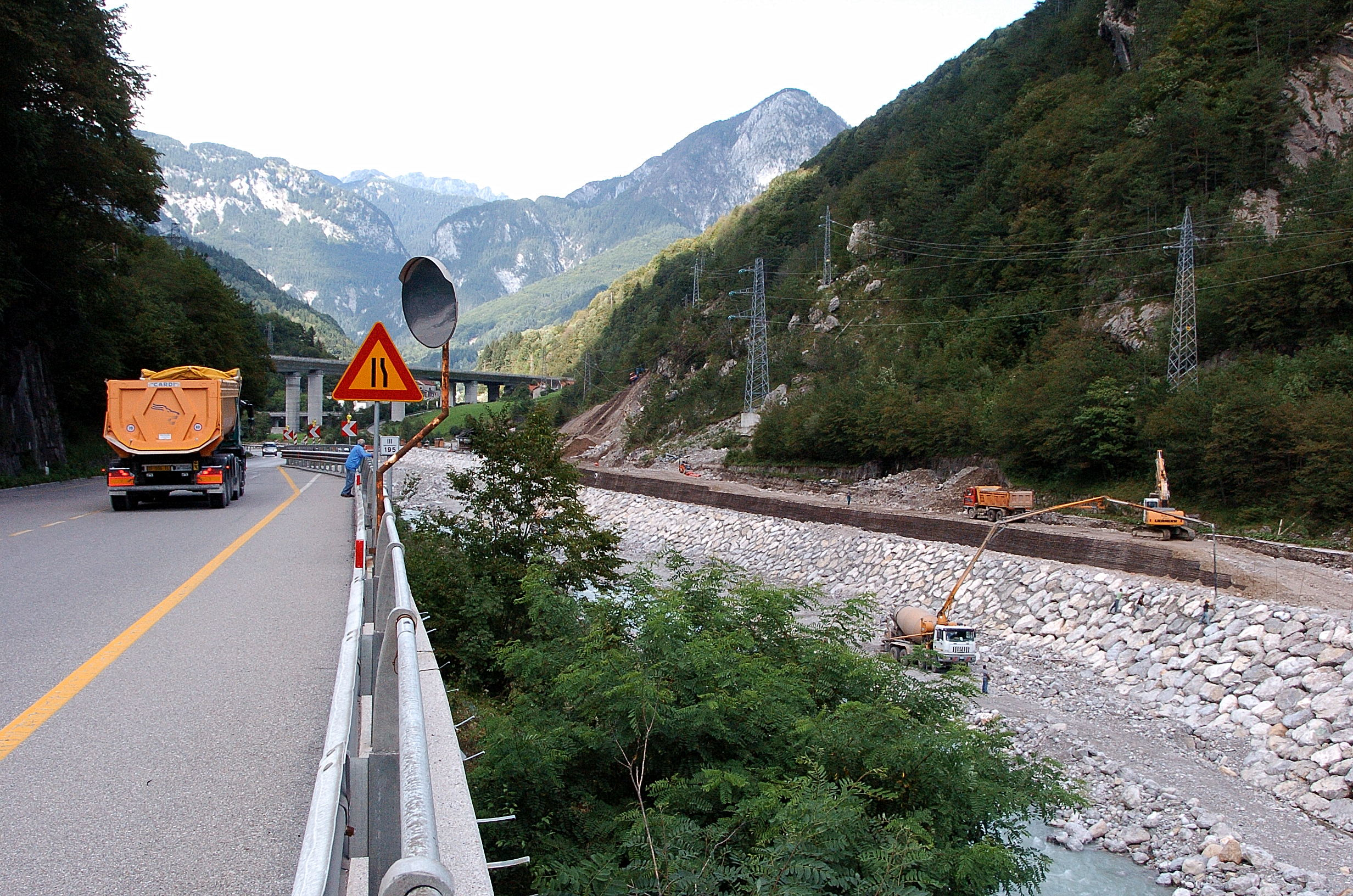
Im Canal del Ferro
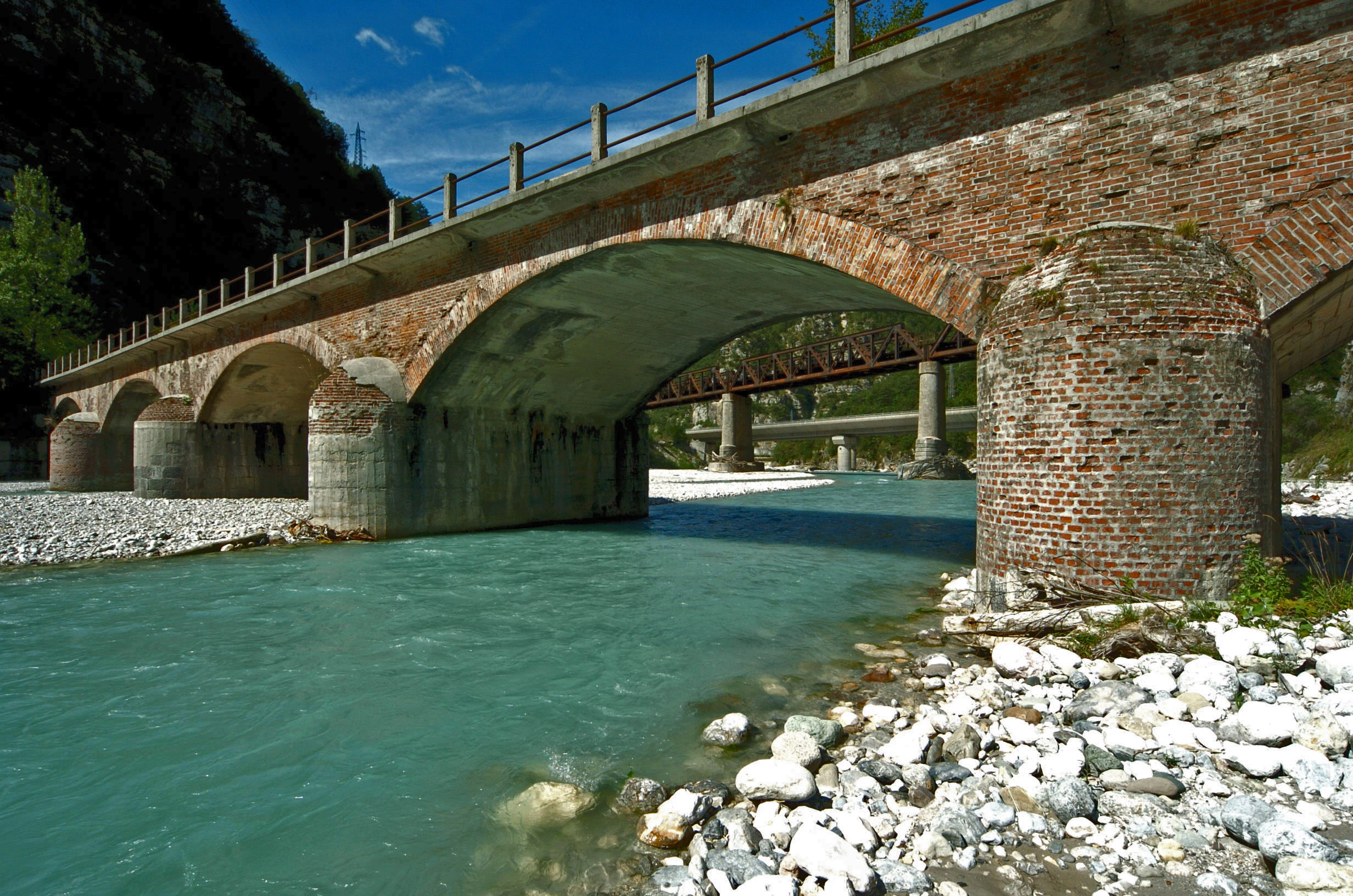
Straße über die Fella
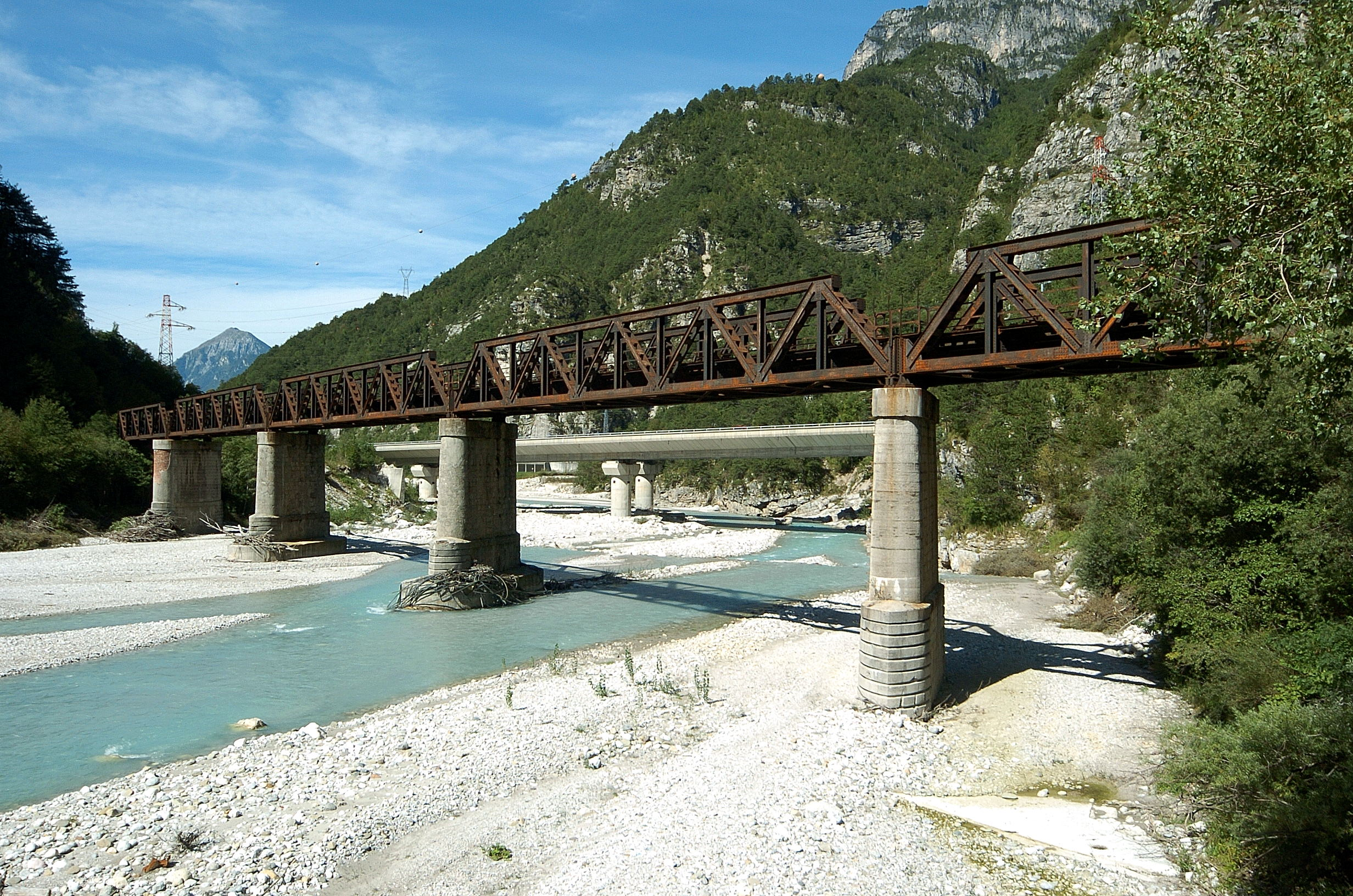
Alte Eisenbahnbrücke über die Fella
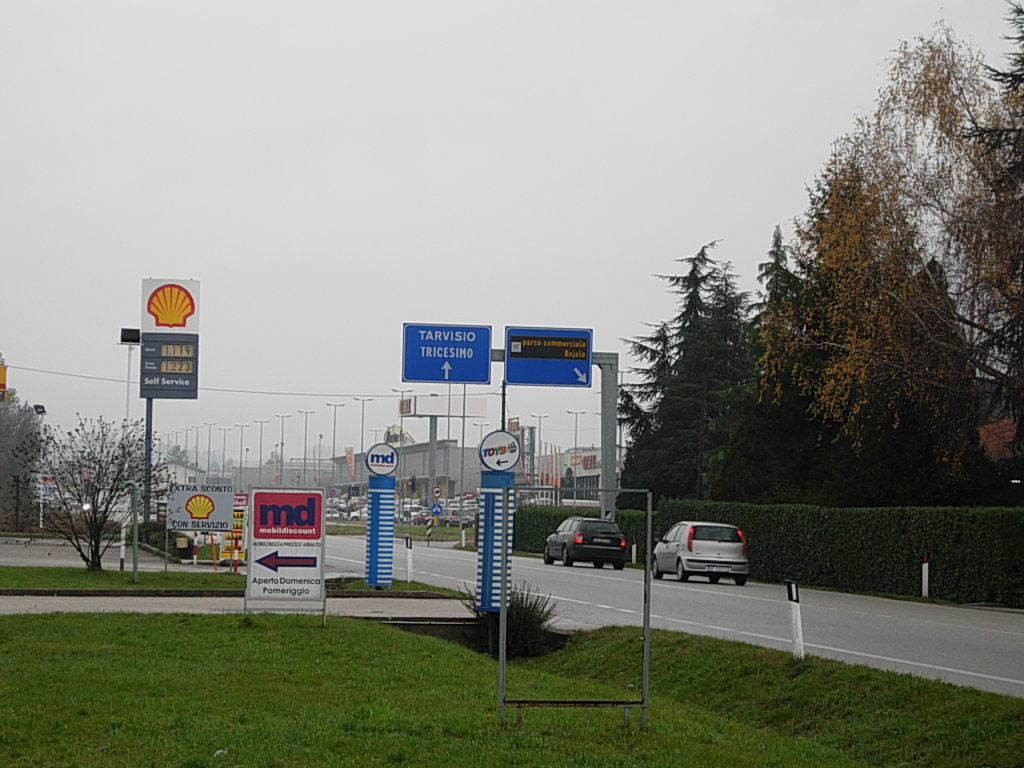
SS 13 bei Tricesimo